# Sisyphus neglectus
Sisyphus neglectus är en skalbaggsart som beskrevs av Hippolyte Louis Gory 1833. Sisyphus neglectus ingår i släktet Sisyphus och familjen bladhorningar. Inga underarter finns listade i Catalogue of Life.